# الثمامية
الثمامية هي إحدى بلدات منطقة حائل الجنوبية، وتقع على ضفاف وادي الرمة حيث تقع على خط طول (41.12.646) ودائرة عرض(25.58.767) وتبعد عن مدينة حائل حوالي 240 كلم جنوباً وتقع البلدة شرق طريق حائل - المدينة على بعد 37 كلم تقريباً بطريق معبد، وشرقا ترتبط بطريق معبد يلتقي بطريق النحيتية السُلَيْمي المتفرع من طريق القصيم المدينة المنورة القديم. 
هج الحريبي مالقيناه بالدار  
ويتبعها من القرى والتجمعات السكانية مشاش ثامر، والمحير، وبسيطا، والمساعدية، والسالمية، والركايا، والرفيعة، والناصرية والعليا.

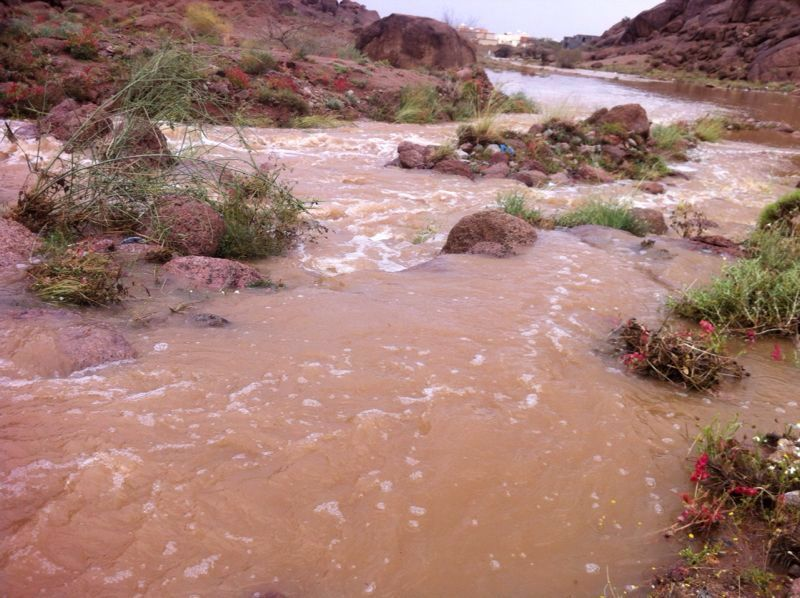
وادي الرمه

## التسمية
كما ذكر في المعجم الجغرافي للبلاد العربية السعودية للمؤلف حمد الجاسر (الثمامية : بضم الثاء المثلثة، بعدها ميم مفتوحة فألف، فميم مكسورة فياء مثناة تحتية مشددة مفتوحة فهاء، من الثمام النبات المعروف- من قرى منطقة حائل، بقرب السليمي سكانها فخذ العطية من ولد سليم من قبيلة حرب).[بحاجة لمصدر]

## المنشآت والدوائر الحكومية
يوجد في الثمامية عدداً من الدوائر الحكومية والتعاونية ابتدءاً من مركزالثمامية. ويوجد بها أيضاً مدارس حكومية بكافة مراحلها للبنين والبنات كما يوجد بها مركز صحي وجمعية الثمامية الخيرية ومكتب تعاوني للدعوة والإرشاد وتوعية الجاليات ودار نسائية لتحفيظ القرآن الكريم ومتحف تراثي، وتغطيها خدمات الجوال وموبايلي وزين، وتتبع إداريًا محافظة السُلَيْمي والتي تبعد عن الثمامية خمسون كيلا شمالا. كما يوجد بها مسجد جامع.

## المتحف التراثي
يوجد في مركز الثمامية متحف يضم في جنباته أنواع متعدده من المعروضات التراثية القديمة منها ما يعود للعصر الحجري القديم وعصر صدر الإسلام وكذلك العصور المتتالية. وهيكل المتحف الأساسي على النحو التالي:
الجزء الأول: صالة المتحف الرئيسية: تتكون الصالة الرئيسية من استاندات زجاجية تمثل كافة أنواع الخناجر والسيوف والسكاكين والآلات الحادة والرماح والسهام وغيرها من الآلات الأخرى.
الجزء الثاني: يتكون من لوحات وخرائط ومخطوطات يعود تاريخها إلى ما قبل الميلاد والبعض الآخر دونت في صدر الإسلام.
الجزء الثالث: ويحتوي على عرض الأدوات التراث الشعبي في حياة البدو ويتكون من الدلو والسانية والمحال والمقامة والحبال وغيرها من الأدوات التي تستخدم في الري والسقيا.
الجزء الرابع: ويحتوي على بعض العملات القديمة التي تم العثور عليها في بعض المواقع الأثرية بالمنطقة.
الجزء الخامس: ويحتوي على الأدوات والاواني المنزلية مثل اواني الطبخ والدلال والمحماس والنجر والمهباش والرحاء.
الجزء السادس: ويحتوي على الاقمشة والملابس والمفروشات والسفر وصناديق الامتعة واوكار الطيور والقنص وحذاء الخيل والاشدة وبعض الأدوات الأخرى التي كانت تستخدم أثناء الغزوات آنذاك.